# Armando Riesco
Armando Riesco (Mayagüez, 5 dicembre 1977) è un attore portoricano naturalizzato statunitense.

## Biografia
Figlio di immigrati cubani cresce a San Juan, dove frequenta il Collegio "San Ignacio de Loyola" per poi laurearsi alla Northwestern University. Dopo la laurea, si trasferisce a New York dove inizia a lavorare in produzioni locali. Entra successivamente nella carriera cinematografica partecipando ad alcuni film indipendenti come Schegge di April (con Katie Holmes e Patricia Clarkson) o La mia vita a Garden State (con Natalie Portman). Insieme a Nicolas Cage recita in Il mistero dei Templari, Il mistero delle pagine perdute - National Treasure e World Trade Center. Partecipa anche a molte serie televisive e presta la voce ad alcuni videogiochi come Grand Theft Auto: Vice City e Grand Theft Auto: San Andreas.

## Filmografia

### Attore

#### Cinema
- La 25ª ora (25th Hour), regia di Spike Lee (2002)
- Schegge di April (Pieces of April), regia di Peter Hedges (2003)
- La mia vita a Garden State (Garden State), regia di Zach Braff (2004)
- Il mistero dei Templari - National Treasure (National Treasure), regia di Jon Turteltaub (2004)
- L'amore in gioco (Fever Pitch), regia dei fratelli Farrelly (2005)
- Harsh Times - I giorni dell'odio (Harsh Times), regia di David Ayer (2005)
- World Trade Center, regia di Oliver Stone (2006)
- Bella, regia di Alejandro Gómez Monteverde (2006)
- Il mistero delle pagine perdute - National Treasure (National Treasure: Book of Secrets), regia di Jon Turteltaub (2007)
- Che - L'argentino (The Argentine), regia di Steven Soderbergh (2008)
- Che - Guerriglia (Guerrilla), regia di Steven Soderbergh (2008)
- Brooklyn's Finest, regia di Antoine Fuqua (2009)
- The Tested, regia di Russell Costanzo (2010)
- Putzel, regia di Jason Chaet (2012)
- 7E, regia di Teddy Schenck (2013)
- Il mondo degli adulti (Adult World), regia di Scott Coffey (2013)
- 80/20, regia di Wendy McClellen e Michael Izquierdo (2013)
- The Whole World at Our Feet, regia di Salamat Mukhammed-Ali (2015)
- Seneca, regia di Jason Chaet (2019)

#### Televisione
- Ultime dal cielo (Early Edition) – serie TV, episodio 4x08 (2002)
- Law & Order: Criminal Intent – serie TV, episodio 2x01 (2002)
- Squadra emergenza (Third Watch) – serie TV, episodio 4x02 (2002)
- 3 libbre (3 Lbs) – serie TV, 7 episodi (2006)
- 11 settembre - Tragedia annunciata (The Path to 9/11) – miniserie TV, 2 puntate (2006)
- Law & Order - I due volti della giustizia (Law & Order) – serie TV, 2 puntate (2008-2009)
- Fringe – serie TV, episodio 1x13 (2009)
- Kings – serie TV, 4 episodi (2009)
- Royal Pains – serie TV, 2 episodi (2010)
- Army Wives - Conflitti del cuore (Army Wives) - serie TV, episodio 4x18 (2010)
- A Gifted Man – serie TV, 5 episodi (2011)
- Blue Bloods – serie TV, episodio 4x03 (2013)
- Elementary – serie TV, episodio 2x06 (2013)
- Sneaky Pete – serie TV, episodio 1x01 (2015)
- Unforgettable – serie TV, episodio 4x02 (2015)
- The Family – serie TV, 4 episodi (2016)
- Vinyl – serie TV, episodio 1x06 (2016)
- Power – serie TV, 2 episodi (2016)
- Bull – serie TV, 3 episodi (2017-2021)
- Avenues - serie TV, episodio 1x01 (2018)

- Regina del Sud (Queen of the South) - serie TV, 6 episodi (2018)
- The Chi - serie TV, 16 episodi (2018-2019)
- The Code – serie TV, episodio 1x10 (2019)
- Law & Order - Unità vittime speciali (Law & Order: Special Victims Unit) - serie TV, episodio 22x13 (2021)
- The Equalizer – serie TV, episodio 2x04 (2021)
- Il mistero dei Templari  - La serie (National Treasure: Edge of History) - serie TV, 6 episodi (2022-in corso)

#### Cortometraggi
- Shot, regia di Steve Acevedo (2008)
- Resolve, regia di Jon Schumacher (2008)
- Snapshots, regia di Kate Barker-Froyland e Andres Rosende (2009)

- Remember, regia di Armando Riesco e Jason Chaet (2011)
- Truth Will Out, regia di Anthony Ruiz ed Ed Trucco (2013)

- And Then There Was Luz, regia di Ed Trucco (2013)
- The Lost Flowers, regia di Armando Riesco (2016)
- White Fang (2018)

### Doppiatore

#### Cinema
- Zanna Bianca (Croc-Blanc), regia di Alexandre Espigares (2018)

#### Televisione
- Dora l'esploratrice (Dora the Explorer) – serie TV animata, episodio 3x15 (2003)

#### Videogiochi
- Grand Theft Auto: Vice City (2002)
- Midnight Club II (2003)
- Grand Theft Auto: San Andreas (2004)
- The Warriors (2005)
- Grand Theft Auto IV (2008)
- Midnight Club: Los Angeles (2008)
- Need for Speed: Undercover (2008)
- Grand Theft Auto IV: The Ballad of Gay Tony (2009)
- Just Cause 3 (2015)

### Regista

#### Cortometraggi
- Remember, co-diretto con Jason Chaet (2011)
- The Lost Flowers (2016)

## Doppiatori italiani
Nelle versioni in italiano delle opere in cui ha recitato, Armando Riesco è stato doppiato da:
- Simone D'Andrea in Il mistero dei Templari - National Treasure, Il mistero delle pagine perdute - National Treasure, Il mistero dei Templari - La serie
- Andrea Lavagnino in 11 settembre - Tragedia annunciata, Fringe
- Oreste Baldini in 3 libbre, Law & Order - Unità vittime speciali
- Alessandro Rigotti in Law & Order: Criminal Intent
- Christian Iansante in La mia vita a Garden State
- Luigi Scribani ne L'amore in gioco
- Marco Baroni in World Trade Center
- Raffaele Palmieri in Elementary
- Giorgio Borghetti in Bull (ep. 1x15)
- Gianni Bersanetti in Bull (ep. 4x19, 5x15)
- Francesco Pezzulli in The Chi
- Edoardo Stoppacciaro in Regina del Sud
- Francesco De Francesco in Blue Bloods
- Giuseppe Ippoliti in The Family
- Sergio Lucchetti in The Equalizer
- Gabriele Sabatini in FBI: International

Da doppiatore è stato sostituito da:
- Matteo Zanotti in Just Cause 3
- Stefano Thermes in Zanna Bianca

## Premi e candidature
- Lucille Lortel Award
  - 2018 - Candidatura alla miglior voce in un videogioco